# Jean d'Omalius d'Halloy
Jean Baptiste Julien d’Omalius d’Halloy  (Lieja, 16 de febrero de 1783; Bruselas, 15 de enero de 1875) fue un destacado geólogo y político belga. Aunque también hizo grandes aportes a la cartografía geológica de su época, principalmente se le conoce por ser el autor de la denominación del tercer período de la Era Mesozoica como «Cretácico».

## Biografía y aportaciones principales
D´Omalius d'Halloy provenía de una familia noble acomodada que lo envió a París en 1801 para que cursara sus estudios superiores. Allí despertó su interés por las ciencias naturales, en gran parte a través de la lectura de las obras de Buffon y motivado por las visitas al Jardin des Plantes (del museo de ciencias naturales). En los siguientes años vivió entre Bélgica y París, donde continuó sus estudios bajo la dirección de destacados científicos, entre otros, como discípulo de Fourcroy, La Cépède, Jean-Baptiste de Lamarck, Étienne Geoffroy Saint-Hilaire y Georges Cuvier). Ya en su época de estudiante emprendió algunas excursiones de investigación geológica en Francia. Más tarde, recibió el encargo oficial de confeccionar una carta geológica del reino imperial de esa época (Francia y regiones vecinas); en contrapartida, fue liberado de la obligación de realizar el servicio militar. Se dedicó con gran energía a la tarea encomendada y viajó por toda Francia y parte de Italia, de modo que hasta 1813 había recorrido unas 15500 millas (casi 25000 kilómetros). Pero luego sus familiares lo convencieron para que se alejara de esta actividad, de modo que la carta geológica recién pudo publicarse en 1822. Esta primera carta completa sirvió como base para las obras cartográficas posteriores de Dufrénoy y Elie de Beaumont. Entertanto, D´Omalius se orientó también hacia una carrera política administrativa. Llegó a ser subintendente del distrito de Dinant, secretario general de la provincia de Lieja y finalmente,  a partir de 1815, gobernador de Namur, cargo que mantuvo aún después de la revolución de 1830. En 1848 se convirtió en miembro del senado belga y en 1851 en su vicepresidente. Conservó su interés por la geología y realizó algunas excursiones ocasionales, pero en lo esencial se dedicó más bien a la filosofía y a la etnografía. Fue un católico convencido y observante, que siempre intentaba armonizar la fe y la ciencia; pero fue también un defensor de la teoría de la evolución.
Como geólogo investigó el Carbonífero en Renania y Bélgica y el Terciario de la cuenca parisina. En 1822 acuñó la denominación de «Cretácico» para la correspondiente edad geológica.
En 1816 se hizo miembro de la Academia Real de Ciencia y Bellas Artes de Bélgica en Bruselas y en 1850 se convirtió en su presidente.

## Obras
- Description géologique des Pays-Bas, 1828
- Eléments de Géologie, 1831
- Introduction à la Géologie, 1883
- Coup d'oeil sur la géologie de la Belgique, 1842
- Precis elementaire de Géologie, 1843
- Abrégé de Géologie, 1853
- Des Races humaines ou Eléments d' Ethnographie, 1845